# Patrick Lin

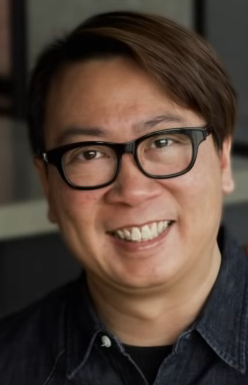
Patrick Lin (2016)

Patrick Lin (chinesisch: 林敬雄; * im Britischen Hongkong) ist ein Hongkonger Kameramann und Layouter, der für Pixar arbeitet.

## Leben
Lin wurde im britischen Hongkong geboren und wuchs dort auf, wo er das St. Paul's Co-educational College besuchte. Im Alter von 15 Jahren zog er nach Kanada und zog später nach San Francisco, um das California College of the Arts zu besuchen, wo er einen Bachelor of Fine Arts in Film und Video abschloss.

### Karriere
Lins erster Job in der Filmindustrie war als Kamera- und Beleuchtungsassistent bei James und der Riesenpfirsich (1996). Später arbeitete er als Motion-Control-Fotograf bei Wag the Dog – Wenn der Schwanz mit dem Hund wedelt (1997), Die Truman Show (1998) und X-Men (2000). Er arbeitete auch als Location Manager für Radio Television Hong Kong und unterstützte das Unternehmen bei Dreharbeiten in den Vereinigten Staaten.
Lin arbeitet bei Pixar seit seinem Einstieg im September 1997 als Layouter bei A Bug's Life (1998), er war Kameramann bei Die Unglaublichen – The Incredibles (2004) und Oben (2009) und leitender Layouter bei Die Monster AG (2001) und Ratatouille (2007). Auch bei Merida – Legende der Highlands (2012) und Die Monster Uni (2013) wirkte er als Layouter mit. 2015 war Lin Kameramann bei Pixars Alles steht Kopf. Bei diesem Film leistete er Pionierarbeit, als Pixar zum ersten Mal eine virtuelle Kameralinse verwendete, die auf einer echten Kameralinse basierte, so dass die Animation den Anschein erweckte, mit einer echten Kamera gefilmt worden zu sein. Später arbeitete er als Layouter bei Arlo & Spot (2015) und als Kameramann bei A Toy Story: Alles hört auf kein Kommando (2019). Für letzteren wurde er 2020 für einen VES Award nominiert, den er jedoch nicht gewann. Insgesamt hat er an über zwanzig Pixar-Projekten gearbeitet, darunter auch Spiel- und Kurzfilme.

## Filmografie
- 1996: James und der Riesenpfirsich
- 1997: Wag the Dog – Wenn der Schwanz mit dem Hund wedelt
- 1998: Das große Krabbeln
- 1998: Die Truman Show
- 2000: X-Men
- 2001: Die Monster AG
- 2004: Die Unglaublichen – The Incredibles
- 2007: Ratatouille
- 2009: Oben
- 2012: Merida – Legende der Highlands
- 2013: Der blaue Regenschirm
- 2013: Die Monster Uni
- 2015: Alles steht Kopf
- 2015: Arlo & Spot
- 2018: Bao
- 2019: A Toy Story: Alles hört auf kein Kommando